# Point limite (téléfilm, 2000)
Pour plus de détails, voir Fiche technique et Distribution.
Point limite (Fail Safe) est un téléfilm américain de Stephen Frears diffusé le 9 avril 2000 sur CBS. C'est l'adaptation d'un roman sur la guerre froide d'Eugene Burdick et Harvey Wheeler. Ce livre avait déjà été adapté dans Point limite (1964) par Sidney Lumet. En France, le téléfilm est sorti en DVD le 4 janvier 2001 et en salles le 31 mai 2001.

## Synopsis
En pleine guerre froide, un avion non identifié approche les côtes des États-Unis. Des bombardiers du Strategic Air Command ont alors pour consigne d'atteindre leur « point limite » aux abords de l'Union des républiques socialistes soviétiques, et d'attendre un éventuel ordre de lancement de leurs armes nucléaires...
À la suite d'une défaillance technique, un groupe de bombardiers Convair B-58 Hustler reçoit l'ordre de poursuivre au-delà du « point limite » et de larguer sa cargaison de bombes à hydrogène sur Moscou. 
Commence alors une crise qui risque d'amener la fin du monde. Le président des États-Unis va tout tenter pour rappeler ou détruire le groupe de bombardiers que rien ne devrait plus détourner de sa mission.

## Fiche technique
- Titre : Point limite
- Titre original : Fail Safe
- Réalisation : Stephen Frears
- Scénario : Walter Bernstein, d'après le roman de : Eugene Burdick et Harvey Wheeler
- Directeur artistique : Troy Sizemore
- Décors : Richard Hoover
- Costume : Molly Maginnis
- Photo : John A. Alonzo
- Producteur : Tom Park - George Clooney (exécutif), Pamela Oas Williams (exécutif),Laura Ziskin (exécutif), Eric J. Wilker (associé), Walter Bernstein (co-exécutif), Harvey Wheeler (co-exécutif)
- Société de production : Maysville Pictures - Warner Bros. Television
- Distribution : CBS Television
- Pays d’origine : États-Unis
- Langue : anglais
- Format : 1.78 : 1 - Noir et blanc
- Genre : Guerre, politique
- Durée : 86 minutes
- Date de sortie : 2000

## Distribution
- Walter Cronkite : Lui-même (annonce en introduction la diffusion en direct du téléfilm)
- Richard Dreyfuss : Le président des États-Unis
- Noah Wyle (V. F. : Eric Missoffe) : Buck
- Brian Dennehy (V. F. : Marc de Georgi) : Le général Bogan
- Sam Elliott : Le membre du Congrès Raskob
- James Cromwell (V. F. : Michel Ruhl) : Gordon Knapp
- John Diehl : Le colonel Cascio
- Hank Azaria : Le professeur Groeteschele
- Norman Lloyd : Le secrétaire de la Défense Swenson
- Bill Smitrovich : Le général Stark
- Don Cheadle (V. F. : Marc Saez) : Le lieutenant Jimmy Pierce
- George Clooney (V. F. : Patrick Noérie) : Le colonel Jack Grady
- Harvey Keitel (V. F. : Daniel Russo) : Le général Warren Black
- Doris Belack : Mme Johnson
- Grant Heslov : Jimmy
- Tommy Hinkley : Le sergent Collins
- Thom Matthews : Billy Flynn
- Cynthia Ettinger : Betty Black
- Will Rothhaar : Tommy Grady

## Autour du film
- Aux États-Unis, le film a été diffusé en direct et en noir et blanc sur la chaîne CBS.
- Le tournage se déroulait sur deux plateaux de la Warner Bros. ; des acteurs, notamment Harvey Keitel, devaient courir entre certaines scènes pour passer d'un plateau à l'autre.
- L'écran indiquant la position de la bombe atomique a été conçu comme « diversion », au cas où des acteurs se seraient trompés sur leurs répliques.
- Il n'y a aucune musique dans le film.
- Miguel Ferrer (RoboCop, Hot Shots! 2, Preuve à l'appui), cousin de George Clooney, devait tenir le rôle du colonel Cascio. Il fut remplacé par John Diehl, célèbre pour son personnage de Larry Zito dans Deux flics à Miami[2].